# Papilio sjoestedti
Papilio sjoestedti is een vlinder uit de familie van de pages (Papilionidae). De wetenschappelijke naam van de soort is voor het eerst geldig gepubliceerd in 1908 door Per Olof Christopher Aurivillius. Deze naam wordt wel beschouwd als een synoniem van Papilio fuelleborni.